# 한국폴리텍I대학
한국폴리텍Ⅰ대학(韓國폴리텍一大學, Korea Polytechnic Ⅰ)은 대한민국의 서울특별시, 수도권, 제주특별자치도를 관할로 한 지역거점 폴리텍대학의 하나이다.

## 권역 및 지역캠퍼스
- 권역대학
  - 서울정수캠퍼스 (산업학사학위 과정, 학위전공심화 과정, 기능장 과정): 서울특별시 용산구 보광로 73
- 지역캠퍼스
  - 성남캠퍼스 (산업학사학위 과정): 경기도 성남시 수정구 수정로 398
  - 서울강서캠퍼스 (산업학사학위 과정, 기능사 과정): 서울특별시 강서구 우장산로10길 112
  - 제주캠퍼스 (기능사 과정): 제주특별자치도 제주시 산천단동3길 2